# Ајасе Уеда
Ајасе Уеда (јап. 上田 綺世; 28. август 1998) јапански је фудбалер.

## Репрезентација
За репрезентацију Јапана дебитовао је 2019. године. За национални тим одиграо је 6 утакмица.

## Статистика
| Јапан  | Јапан | Јапан |
| Год.   | Ута.  | Гол.  |
| ------ | ----- | ----- |
| 2019   | 6     | 0     |
| Укупно | 6     | 0     |